# Фулько I д’Эсте

Герб рода д’Эсте

Фулько I д’Эсте (итал. Fulco I d’Este; ум. 15 декабря 1128) — маркграф Милана, родоначальник итальянской ветви рода д’Эсте, сын Альберто Аццо II д’Эсте и Гарсенды Мэнской.

## Биография
В 1097 году после смерти отца Фулько унаследовал его итальянские владения, расположенные в районе Венеции, Мантуи, Падуи, Тревизо и Вероны, в то время как его единокровному брату Вельфу достались земли к северу от Альп. Другой его брат, Гуго, унаследовал от матери графство Мэн во Франции.
При Фулько началось установление связей рода д’Эсте со знатными родами Феррары.

## Дети
У Фулько было шестеро детей:
- Аццо IV д’Эсте (ум. до 1145)
- Бонифаций I д’Эсте (ум. 1163)
- Фулько II д’Эсте (ум. до 1172)
- Альберто (ум. после 1184)
- Обиццо I д’Эсте (ум. 1193)
- Беатриче